# San José (Zulia)
Pour les articles homonymes, voir San José.
San José est l'une des quatre paroisses civiles de la municipalité de Jesús Enrique Lossada dans l'État de Zulia au Venezuela. Sa capitale est San José.